# Oppido Vecchia
Oppido Vecchia è una città di epoca medievale, oggi abbandonata, che dista circa due chilometri in linea d'aria verso ovest dall'attuale città di Oppido Mamertina,  posta su un terrazzo delimitato dalla fiumara Boscaino e dal vallone Buiasca a ovest, dal vallone Tricuccio a est.

## Generalità
La città è protetta da mura e vi si accede grazie alle due porte poste agli estremi del lungo asse principale (ben visibili, tanto le mura quanto le porte) sul quale si affacciano gli edifici più importanti. Ospita i resti del seminario e della cattedrale con l'episcopio (della Cattedrale persistono oltre le vestigia perimetrali, la scalinata esterna ed interna ed il campanile). Dallo stradone principale si diramano le tortuose vie che danno forma al caratteristico contesto urbano. Ospita anche, oltre a numerose chiese, il convento dei frati Paolotti ed il Convento dei frati francescani osservanti e fuori le mura il convento dei frati cappuccini e due carceri, uno ecclesiastico e l'altro civile nel castello angioino-aragonese che, accanto alla porta nord, si mantiene ancora in buono stato di conservazione.
Fu abbandonata dopo il terremoto del 1783 e riedificata su un vasto piano a pochi chilometri di distanza.

## Storia

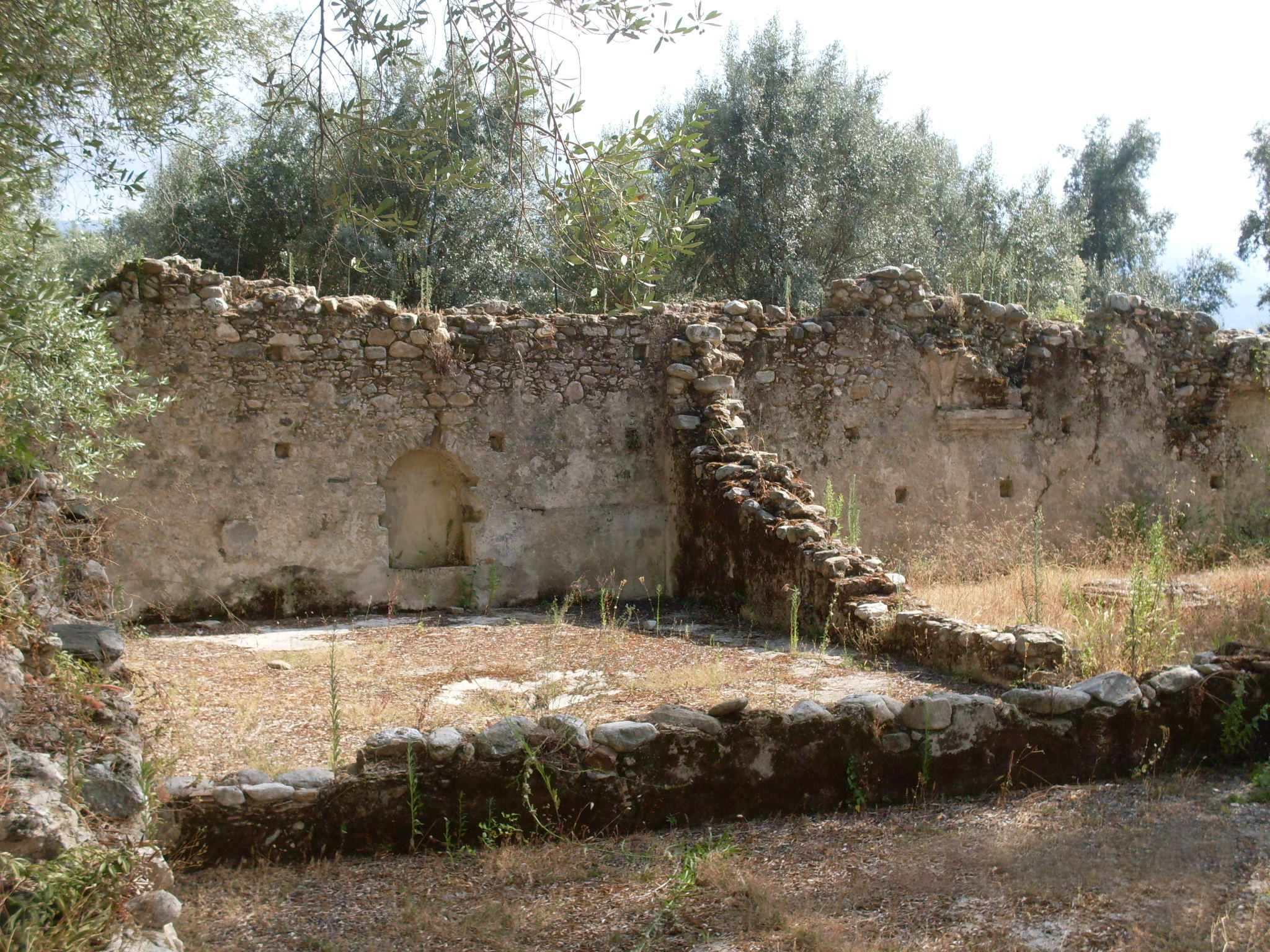
Convento dei Paolotti, ruderi.

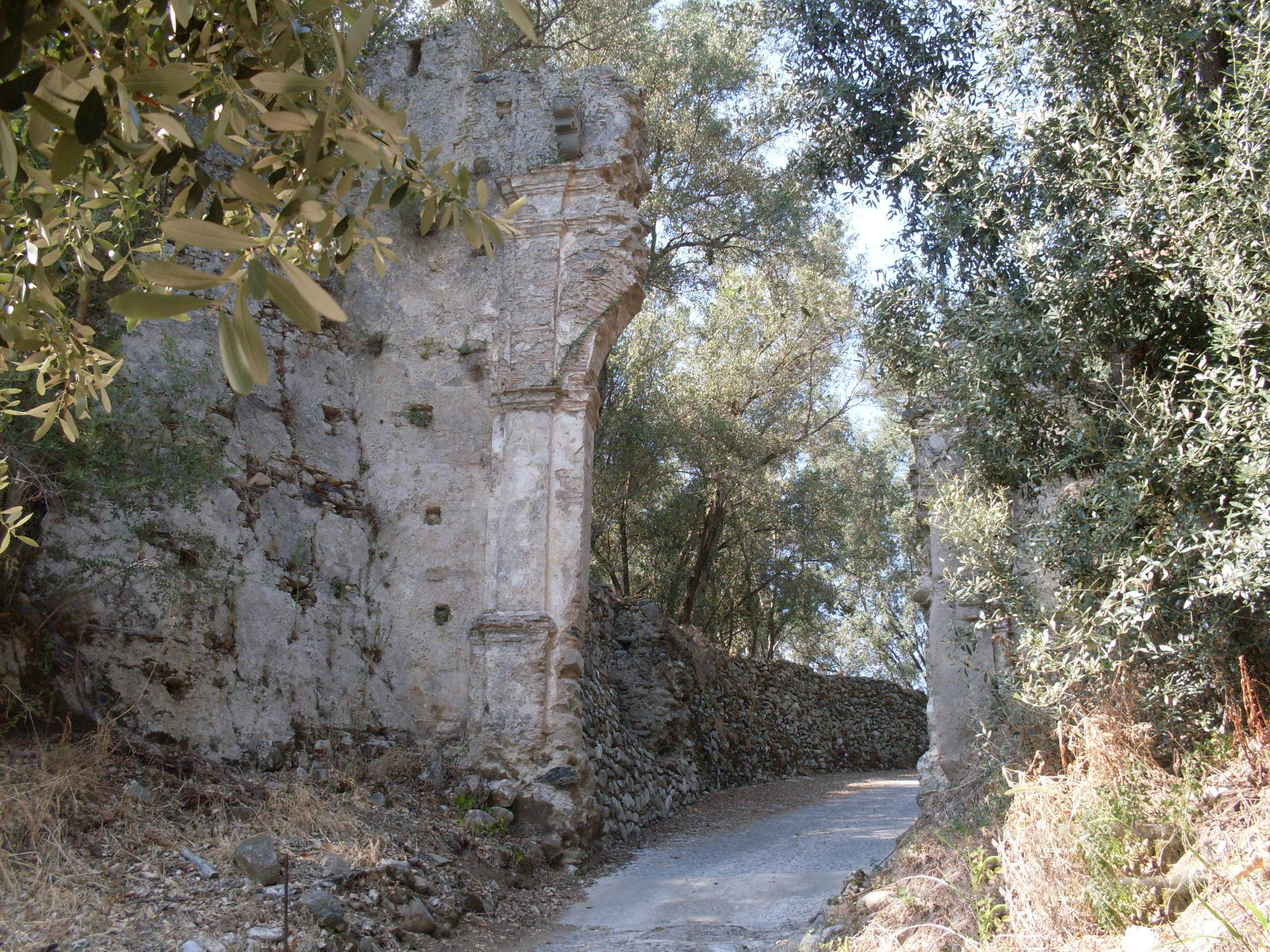
Porta Sud.

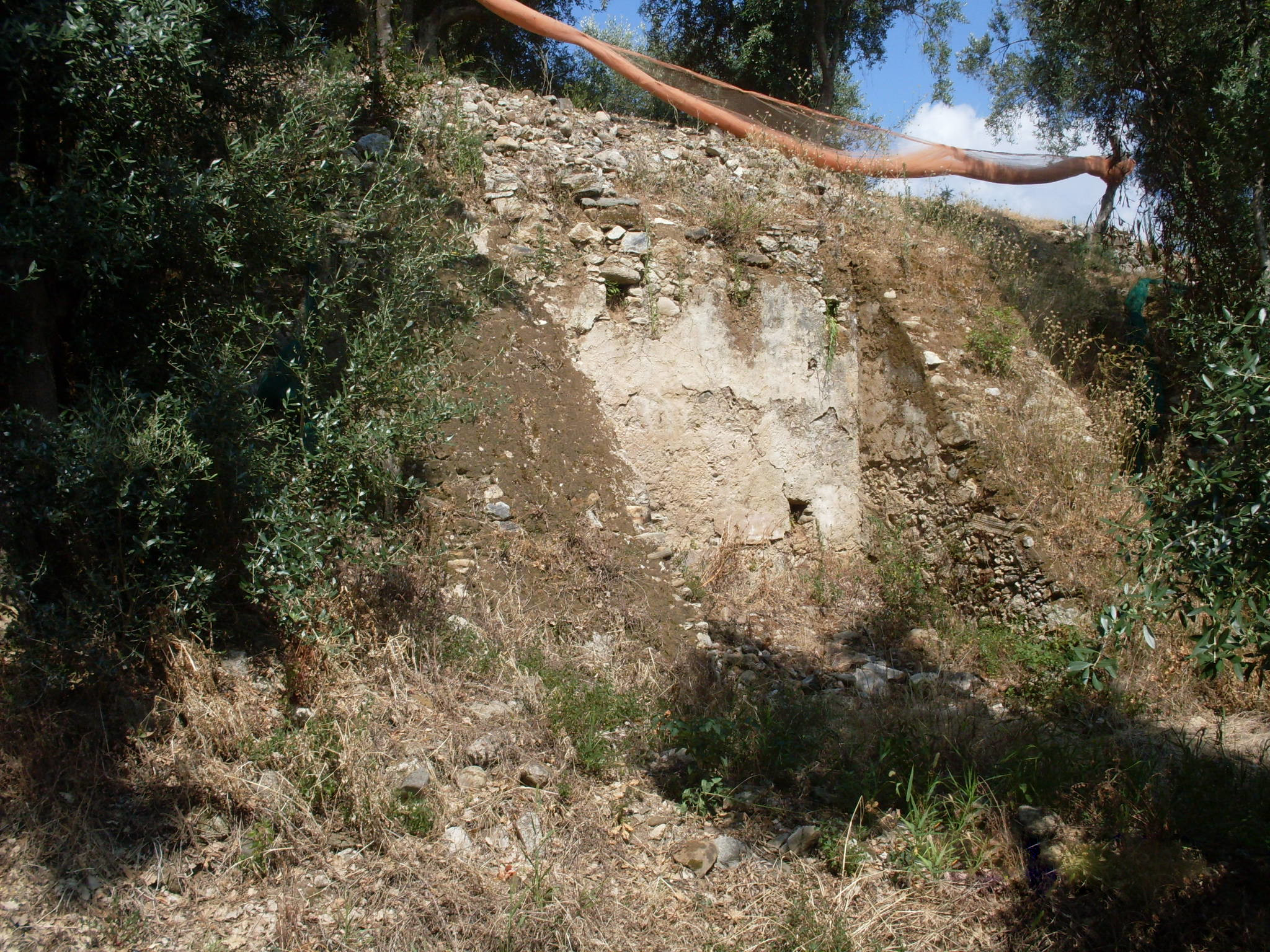
Cinta Muraria.

L'altopiano dov'è collocato il nucleo urbano abbandonato di Oppido è interessato da insediamenti umani già in età ellenistica e preistorica.
A poche decine di metri dalla porta nord si estende il parco archeologico di Mella, noto alla tradizione erudita locale -  molto prima dell'avvio della campagna di scavi operata dalla sovrintendenza dei beni archeologici negli anni ottanta - per i fortuiti e numerosi rinvenimenti archeologici avvenuti nel corso del tempo che indicavano con sicurezza la presenza di un insediamento archeologico di non trascurabile entità. Su di essi si basava la proposta di riconoscere nel sito la città di Mamertion ricordata da Strabone (VI 1,9) e da questi posta nella mesogaia sopra le città di Reggio Calabria e Locri. Questa proposta è stata corroborata dai recenti scavi condotti da Costamagna e Visonà.
La città rinvenuta in contrada Mella è stata abbandonata intorno al primo quarto del I secolo a.C., quando un evento bellico ne causò la distruzione.  Dal ritrovamento di bolli etnici che segnano i mattoni dell'acquedotto nel II secolo a.C., è dimostrata l'appartenenza di Mamertion alla chora dei Tauriani e precisamente si evidenzia il legame tra le città di Tauriana e di Mamertion. Tale legame è insito inequivocabilmente nelle fonti (Alfio di Messana, Strabone, Catone, Stefano Bizantino), le due città sono sorte con ogni evidenza nello stesso territorio, sono cioè la stessa cosa. Questa tesi è maggiormente rafforzata dall'altissima percentuale di monete mamertine ritrovate in contrada Mella, una concentrazione così alta che trova riscontro soltanto in Sicilia.
I ritrovamenti noti in passato costituirono la ragione del richiamo al toponimo straboniano nella moderna Oppdio Mamertina, che con ogni evidenza porta un nome dotto, ma non antico nella sua seconda parte, infatti è solo nel 1863 che, sulla base di presunzioni oggi corroborate dai ritrovamenti archeologici, il centro di Oppido assunse la denominazione ufficiale di Oppido Mamertina e nella cartografia ufficiale dell'Istituto Geografico Militare il sito della città medievale è indicato come "Ruderi di Mamerto". Per quanto riguarda la prima parte cioè Oppido, è segnalata da Rohlfs, il quale però pensava esattamente al latino oppidum sbagliando nel riferire il toponimo alla geografia amministrativa normanna, e cioè "borgata munita di mura" in opposizione alla civitas cioè città, escludendo che il nome di Oppido possa risalire all'epoca romana prima della dominazione bizantina. Infatti dai documenti emerge che quando i Bizantini, nella prima metà dell'XI secolo, ricostruirono e popolarono il Kastron esso esisteva da prima e, come sostiene il Guillou, aveva già il nome di Oppido. L'Alessio quindi a differenza del Rohlfs non sbaglia nell'attribuire il polionimo all'età romana e il nome stesso sorse per designare i ruderi di una città fortificata, un kastron appunto, quindi una civitas e non semplicemente una borgata.

## Il castello

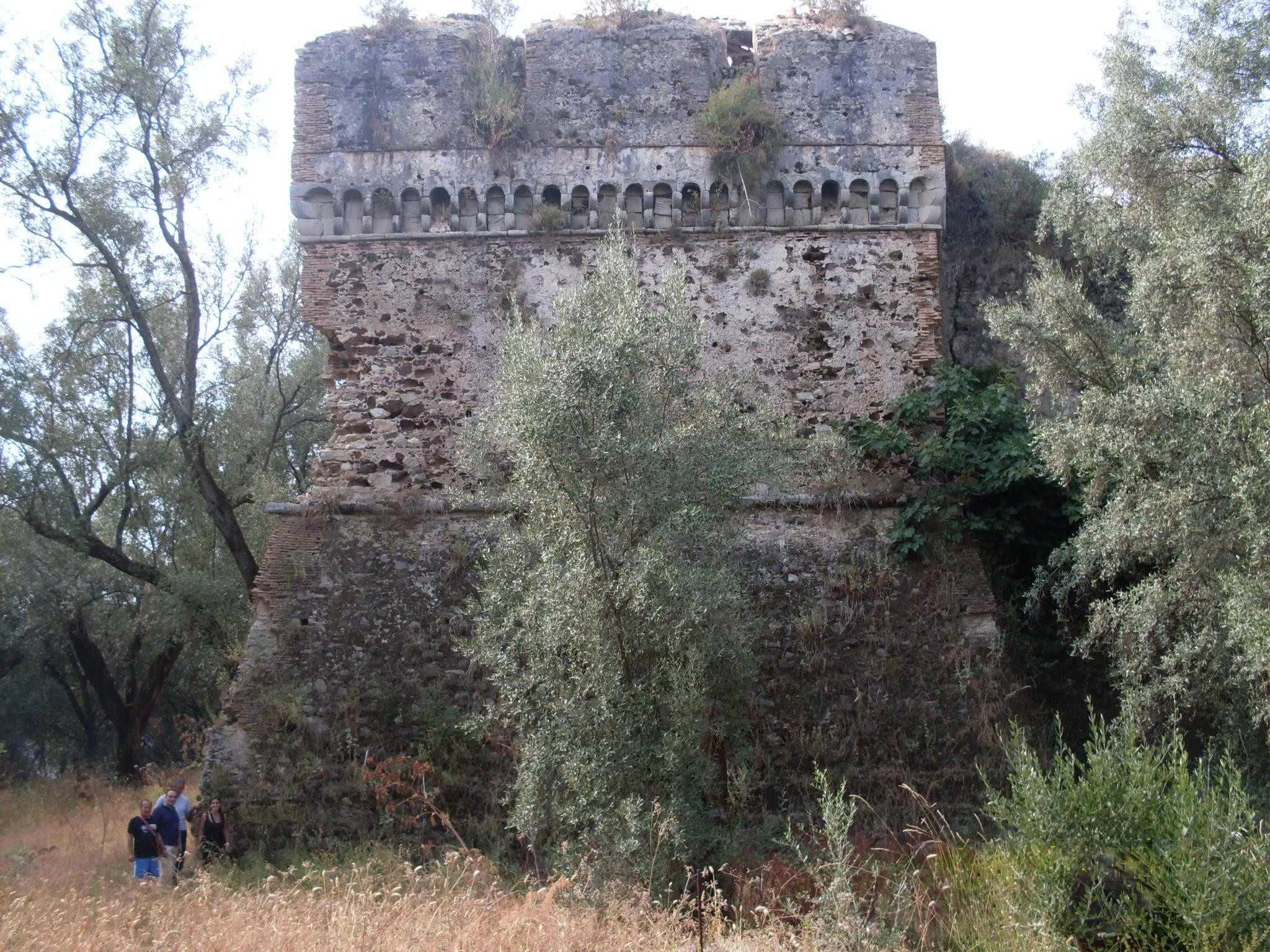
Torre Ovest del Castello di Oppido Mamertina

Il castello di Oppido Mamertina fu costruito a cavallo tra il X e XI secolo; si presenta oggi di matrice aragonese, ma sotto la bardatura si intravede in uno dei torrioni, a causa di uno squarcio formatosi qualche decennio addietro, una massiccia costruzione cilindrica, indicativa della precedente fattura bizantina o normanna. La sua funzione era, evidentemente, residenziale e difensiva. Resistette, nel 1056,  all'assedio che Ruggero I d'Altavilla pose col suo esercito e più tardi fu la residenza della sorella di Ruggero II, feudataria del tempo. Nella seconda metà XV secolo era controllato dagli aragonesi che si sostituirono al dominio angioino. I bastioni scarpati presentano un motivo decorativo ad archetti su mensole tra due codoni, molto simile a quello del Castello di Reggio Calabria. Una parte dei sotterranei fungevano da carcere civile.

## La cattedrale
Come testimoniano le pergamene greche tradotte dal Guillou nell'anno 1045, alcuni cittadini oppidesi fecero donazione di immobili al vescovo; per cui si presume, evidentemente, che la nascita della diocesi e quindi della cattedrale sia avvenuta prima di quell'anno.
La cattedrale, come anche raffigurata nella pianta prospettica della città medievale realizzata dal Pacichelli, ha il suo ingresso al di là della strada principale, sulla quale invece ricadono i ruderi del campanile, e vi si accede per due rampe che portano ad un porticato dentro il quale una scalinata introduce alla chiesa. Sul muro sottostante è visibile la data 1669, sicuramente quella di un rifacimento dell'intonaco del manufatto. Entrando a sinistra vi è la base di una grande fonte battesimale. Sul fondo troneggia l'altare maggiore. Ai lati sono presenti i ruderi di due altari, sotto uno dei quali è emersa una lastra con l'iscrizione a ricordare che durante l'episcopato di Mons. Vita si erano riunite le spoglie di alcuni canonici prima variamente sistemate. In due sepolcri sottostanti a quello di sinistra sono stati ritrovati ossa, rosari ed altro materiale. In alcuni punti della chiesa sono stati ritrovati gradini di marmo e tratti di pavimento con piastrelle in maiolica.

## La sinagoga
Dal 1200 è attestata la presenza in Oppido di una comunità ebraica che continuò fino all'era aragonese. Da un frammento epigrafico in ebraico, rinvenuto nella metà del 1900, si evince la presenza in città di una sinagoga, restaurata nel 1395, periodo nel quale le comunità ebraiche, presenti nei centri più importanti della Calabria, erano in ripresa dopo la crisi del secolo precedente avvenuta sotto il dominio Angioino.